# Alexander Assaturowitsch Grigorjan
Alexander Assaturowitsch Grigorjan (russisch Александр Асатурович Григорьян, wiss. Transliteration Aleksandr Asaturovič Grigor'jan, englische Transkription Alexander Asaturovich Grigoryan oder Girgor'yan; * 14. Januar 1957 in Baku) ist ein armenischer Mathematiker aus der ehemaligen Sowjetunion, der sich mit geometrischer Analysis befasst.

## Leben
Er studierte an der Lomonossow-Universität mit dem Abschluss 1979, wurde dort 1982 promoviert und 1989 habilitiert (Doktor der Wissenschaften). Er lehrte 1982 bis 1988 an der Staatlichen Universität Wolgograd, forschte 1988 bis 1993 am Institut für Kontrolltheorie in Moskau und war 1993/94 Gastwissenschaftler an der Harvard University. 1994 wurde er Lecturer und später Reader am Imperial College London und seit 2005 ist er  Professor an der Universität Bielefeld.
Grigorjan befasst sich mit geometrischer Analysis auf Riemannschen Mannigfaltigkeiten (globales Verhalten der Lösungen von partiellen Differentialgleichungen elliptischen und parabolischen Typs wie dem Wärmeleitungs-Kern, Laplace- und Schrödingeroperatoren), Zufallspfaden auf Graphen und deren Langzeitverhalten, Theorie der Funktionen und Diffusion auf Fraktalen. 
2018 war er eingeladener Sprecher auf dem Internationalen Mathematikerkongress in Rio de Janeiro. 2000 war er eingeladener Sprecher auf dem Europäischen Mathematikerkongress in Barcelona.
Er ist seit 1978 verheiratet und hat zwei Kinder.

## Auszeichnungen
- 1974: Goldmedaille bei der Internationalen Mathematik-Olympiade in Erfurt
- 1988: Preis der Moskauer Mathematischen Gesellschaft
- 1997: Whitehead-Preis der London Mathematical Society für „herausragende Beiträge zur geometrischen Theorie partieller Differentialgleichungen“[1]
- 2024: Frontier of Science Award des Pekinger International Congress for Basic Science in der Kategorie Algebraische und Geometrische Topologie (gemeinsam mit Yong Lin, Yuri Muranov und Shing-Tung Yau)[2]

## Schriften (Auswahl)
- Hrsg. mit Pascal Auscher, Thierry Coulhon: Heat Kernels and Analysis on Manifolds, Graphs and Metric Spaces (= Contemporary Mathematics. Band 338). American Mathematical Society, Providence 2003, ISBN 0-8218-3383-9 (darin von Grigorjan: Heat Kernels and Function Theory on Metric Measure Spaces).
- Hrsg. mit Shing-Tung Yau: Eigenvalues of Laplacians and Other Geometric Operators (= Surveys in Differential Geometry. Band 9). International Press, Somerville 2004, ISBN 1-57146-115-9.
- Heat Kernel and Analysis on Manifolds (= Studies in Advanced Mathematics. Band 47). American Mathematical Society, Providence 2009, ISBN 978-0-8218-4935-4.
- Introduction to Analysis on Graphs (= University Lecture Series. Band 71). American Mathematical Society, Providence 2018, ISBN 978-1-4704-4397-9.
- Hrsg. mit Yuhua Sun: Analysis and Partial Differential Equations on Manifolds, Fractals and Graphs (= Advances in Analysis and Geometry. Band 3). De Gruyter, Berlin 2021, ISBN 978-3-11-070063-3.